# 非攻
非攻，墨家思想之一。墨子反對戰爭的行為，並認為這行為為人們帶來災害。他先把大國攻小國的行為定義為「攻」，而攻就是屬於「不義」。但墨子亦並非盲目反對戰爭，如武王伐紂他就認為是「誅」，誅就屬於義了。

## 論殺是不仁不義的行為
墨子以偷竊作喻，若有人偷竊桃李，大家都會對他作出指責，官府都會對他處罰，因為這是一種損人利己的行為，這是不仁。若偷雞和豬，罪行也更嚴重；若去到搶奪別人的衣服和戈劍，罪行就更大了，這時候就會遭到天下的君子指責。同樣地，殺一人是不義的行為，那麼殺十人就是十倍的不義，若殺百人就更加是百倍的不義。當出現這種情況時，天下的君子都必定會指責他，更遑論攻一個國家了。

## 戰爭帶來勞民傷財
墨子認為，國家發動戰爭會讓百姓帶來損失。例如春天無法耕種，秋天無法收割，如此一來冬天百姓就要捱餓了。而且戰爭時百姓居處都是不安定的，士兵陣亡又會導致人亡家破，流離失所，鬼神又會因此喪失後代祭祀。
墨子又痛斥貪圖戰勝的名譽和利益而發動戰爭的國君，他認為攻佔一個城池，需要動用精銳的軍隊，死傷必以數萬數千計算。縱使成功攻佔一座城池，土地有餘但百姓是不足的，讓士兵送死加重全國上下的禍患去爭奪一座虛城，不是治國的良策。

## 墨子救宋
一次，公輸班給楚國造了雲梯，準備攻打宋國，墨子得知後立即從魯國趕到楚國勸說公輸盤。墨子認為楚國有的是土地而缺少的是民眾，以缺少的民眾去爭奪不缺少的土地是不智的行為，並且宋國也沒有錯的地方，不可稱作有智慧。
公輸盤拿不下主意，因此替墨子引見了楚王。墨子看見楚王後便以一個穿著華麗衣服的人去偷竊粗布衣的人；有華麗車子的人去偷竊破車子去作喻，楚王依舊堅持，因此把公輸盤也召來。墨子便解下衣帶當作城池，以竹片當作機械。公輸盤不斷設下攻城的方法，墨子又不斷的守著城池。最後公輸盤把攻城的方法耗盡了，然而墨子守城的方法仍然未盡使出。最後，公輸盤說道：「我已有方法對付你，但我不說。」墨子也回應：「我知道你想怎樣做，但我也不說。」楚王未明於是詢問究竟，墨子則說：「他只不過想把我殺掉，把我殺後宋國就守不住，但是我已安排了學生禽滑釐到宋國守著，等待楚軍的到來。」因此，楚國就擱置了攻宋的計劃。